# FS D.356
Les Locomotives FS D.356 sont des locomotives diesel de guerre des chemins de fer italiens Ferrovie dello Stato. Ce groupe de 4 locomotives diesel a été créé au cours de la seconde guerre mondiale sur demande de l'armée italienne de Libye, sur un cahier des charges des  FS, et produites par les Ateliers des FS de Turin à partir des éléments récupérés sur les autorails Fiat ALn 556 sérieusement endommagés par les bombardements alliés.

## Histoire
Les 4 locomotives FS D.356 qui composent le groupe 356, ont été construites en Italie en 1942 à la demande de l'armée italienne engagée en Libye. C'est en début d'année 1942 que les divisions de l'armée italienne occupant la Libye ont réclamé des locomotives diesel légères pour des besoins spécifiques. En cette période difficile, il était impossible de construire quatre motrices de nouvelle conception alors que de très nombreux autorails avaient été gravement touchés lors des bombardements alliés. La direction des FS décida de missionner les Ateliers FS de Turin afin de collecter les éléments nécessaires sur les matériels Fiat ALn 556 endommagés, bogies et moteurs notamment. Ces locomotives n'ont par contre jamais été expédiées en Libye à cause de la tournure qu'à pris le conflit à partir de la mi 1942. Les FS ont utilisé ces locomotives sur le territoire italien pour tirer des convois de matériel militaire. À partir de 1948, les FS ont intégré ces matériels dans leur parc en conservant la dénomination "élément automoteur" alors que leur puissance aurait justifié leur classement en locomotive. Les 4 unités ont été radiées en 1960, stockées au dépôt de "Rome San Lorenzo" et démolies quelques années plus tard.

## Caractéristiques techniques
Les locomotives FS D.356 sont des unités construites à partir d'éléments de FS ALn 556 récupérés sur des unités partiellement détruites durant les bombardements alliés lors de la seconde guerre mondiale. On retrouve les bogies et moteurs Fiat 356-C des autorails FS ALn 356.1347, 1348, 1354 et 1358 notamment.
Le châssis provenait d'anciennes locomotives. La carrosserie a été construite avec des éléments plats d'usine, non emboutis, vu les circonstances. De même, afin d'utiliser les moteurs Fiat 356-C qui développaient une puissance de seulement 230 ch, le rapport de pont a été modifié pour pouvoir tracter plusieurs wagons lourds, au détriment de la vitesse qui n'était pas un critère important à l'époque. Chaque motrice disposait de 2 moteurs à chaque extrémité et de 2 cabines de pilotage.